# 明治天皇宇宙の旅
『明治天皇宇宙の旅』（めいじてんのううちゅうのたび、副題「大感動帝王編」）は、安原伸監督、神戸大学特殊撮影研究同好会製作による自主製作映画。1988年度製作。

## 解説
文化庁主催の第3回国民文化祭映像部門の一環で行なわれた伊丹映画祭グリーンリボン賞で大賞を受賞した作品だが、内容の問題からテレビ放映はされたことがない。『ほら男爵の冒険』が作品のモチーフとなっている。作品のロケは、兵庫県姫路市手柄山の姫路大博覧会パビリオン跡地（手柄山中央公園）や東京タワー、明治神宮、さらに皇居外苑で行なわれた。音楽は、『ドラゴンクエストII 悪霊の神々』からの流用に加え、『軍艦行進曲』『明治節奉祝歌』などの戦前の歌謡が用いられている。

## あらすじ
明治45年、日清戦争・日露戦争に大勝利し、もはや狭い地球には飽き足らなくなった明治天皇は忠臣である乃木希典に命じ蒸気動力の羽ばたき宇宙船を製作させた。そして自身は崩御、乃木は殉死したということにして、宇宙の旅に出発したのであった。
途上、月、太陽、小惑星帯などを訪れたのち、地球に似たとある惑星に着陸する。現れたその星の住民たちは侵略者たちに星の即時明け渡しを要求されており、国王とわずかな国民が残るのみであった。義憤にかられた明治天皇は侵略者と宇宙空間で大決戦を行い見事勝利、国民たちを解放した。
地球に戻った明治天皇であるが、地球はウラシマ効果により74年後の世界になっていた。明治天皇は一夜の宿を提供した映画監督に、宇宙で起こった物語を話してきかせたのであった。

## 登場人物
明治天皇
日本をアジアの一流国家に引き上げた偉大な君主。日本に牛鍋を広め、ガス灯を立て、鉄道を引き、日清日露の大戦争にも勝利した。その英知は日本のみならず宇宙にもあまねく広まるのである。カメラに向かってピースサインをするなど態度が軽く、ナレーターに咎められている。
乃木希典
明治天皇の忠臣であり、共に宇宙の旅に出発する。小惑星の一つ一つに日章旗を立てた功績から、明治天皇から星クズを1つ賜った。
地球によく似た星の民
みな同じ容姿であり、耳が大きく、鉢巻・メガネ・上半身裸でマントを羽織っている。数ヶ月前からの侵略者の攻撃で大半が夜逃げしてしまい、国王を含めて5人しか残っていない。ホログラムのスクリーンに映った侵略者を「あのような大きな顔の奴は見たことがない」と驚く明治天皇を、当初は陰で馬鹿にしていたが、最後は侵略者を撃退した天皇を感謝しながら見送った。
地球によく似た星の国王
惑星が侵略されたショックで痴呆症になっていた。
侵略者
巨大宇宙戦艦で「冬になっても凍らない港」を求め惑星侵略にやってきた。ソビエト連邦国歌と同じメロディーの曲と共に登場する。港を手に入れた暁には、パレード・バーゲン・だんじり・大文字焼き・ビールかけをするつもりだった。

## 登場メカ
明治天皇の宇宙船
石炭燃料の蒸気機関（釜炊きは人力）の羽ばたき推進式宇宙船。装備として幻灯機、二十八糎砲などがある。舳に菊花紋章、艦尾に旭日旗を掲揚している。
侵略者の宇宙船
巨大な宇宙戦艦であり、コンピュータを装備する（大阪弁で喋る）。敵宇宙船のコンピュータを狂わせるジャミング装置、あらゆる光線・エネルギー兵器を防御するバリアーを装備しているが、人力駆動で大砲を装備する明治天皇の宇宙船にはまったく無効であり、あえなく撃破された。
国防軍の宇宙船
侵略者の攻撃に対抗して出撃した地球によく似た星の宇宙戦艦。しかし侵略者の宇宙船から放たれたレーザーで轟沈した。